# Beautiful Life (Rick Astley)
Beautiful Life è l'ottavo album in studio del cantautore britannico Rick Astley, pubblicato nel 2018.

## Tracce
1. Beautiful Life – 3:43
2. Chance to Dance – 3:11
3. She Makes Me – 3:34
4. Shivers – 3:38
5. Last Night on Earth – 3:37
6. Every Corner – 3:24
7. I Need the Light – 3:05
8. Better Together – 3:12
9. Empty Heart – 4:14
10. Rise Up – 3:15
11. Try – 3:55
12. The Good Old Days – 3:47